# خوسه پینتوس
خوسه پینتوس (اسپانیایی: José Pintos‎؛ زادهٔ ۲۵ مارس ۱۹۶۴) بازیکن فوتبال اهل اروگوئه بود.
از باشگاه‌هایی که در آن بازی کرده‌است می‌توان به باشگاه فوتبال ناسیونال اشاره کرد.
وی همچنین در تیم ملی فوتبال اروگوئه بازی کرده‌است.